# Torre del Sasso
Torre del Sasso (Turre du sassu nel dialetto locale)  è un'opera di fortificazione e di difesa della costa adriatica salentina, situata nel territorio del comune di Tricase, in provincia di Lecce. Ricade nel Parco naturale regionale Costa Otranto - Santa Maria di Leuca e Bosco di Tricase.

## Storia
Torre del Sasso, situata sulla cresta della Serra del Mito a 116 metri sul livello del mare, faceva parte di un sistema di torri costruite lungo tutta la costa del Salento, fornite di cannoni, a vista l'una dell'altra, in modo che, in caso di scorrerie da parte dei Turchi o corsari, le popolazioni all'interno potessero essere opportunamente avvisate. 
La torre, la cui esistenza è accertata al 1584, è parzialmente diruta; presentava una base troncopiramidale e un corpo sovrastante a pianta quadrata. Il vano superiore doveva avere volta a botte e rivestimento in blocchi di tufo regolari, come intuibile dai resti dell'imposta ancora visibili. Comunicava a nord con Torre Porto di Ripa e a sud con Torre del Porto di Tricase.